# Ignacio Allende (Chapingo)
Ignacio Allende (Chapingo) es una localidad del municipio de Huimanguillo ubicado en la subregión de la Chontalpa del estado mexicano de Tabasco.

## Geografía
La localidad de Ignacio Allende (Chapingo) se sitúa en las coordenadas geográficas 17°50′31″N 93°39′03″O / 17.841944, -93.650833, a una elevación de 20 metros sobre el nivel del mar.

## Demografía
Según el Conteo de Población y Vivienda 2020, efectuado por el Instituto Nacional de Estadística y Geografía, la localidad de Ignacio Allende (Chapingo) tiene 173 habitantes, de los cuales 90 son del sexo masculino y 83 del sexo femenino. Su tasa de fecundidad es de 3.21 hijos por mujer y tiene 45 viviendas particulares habitadas.
| Gráfica de evolución demográfica de Ignacio Allende (Chapingo) entre 2000 y 2020 |
|                                                                                  |
| INEGI.                                                                           |